# Al-Nil Al Hasahesa
El Al-Nil Sports Club es un equipo de fútbol de Sudán que milita en la Segunda División de Sudán, la segunda liga de fútbol más importante del país.

## Historia
Fue fundado en el año 1957 en la ciudad de Al-Hasaheisa y es un equipo que se distingue por ser conocido por ser una institución preocupada por el medio ambiente, más que por sus logros deportivos. Nuca ha sido campeón de liga, aunque si ha ganado la Copa de Sudán en 1 ocasión en el lejano año de 1978.
A nivel internacional ha participado en 1 torneo continental, donde nunca ha podido avanzar más allá de la Primera ronda.

## Participación en competiciones de la CAF
| Temporada | Torneo                       | Ronda | Club       | Casa | Visita | Global |
| --------- | ---------------------------- | ----- | ---------- | ---- | ------ | ------ |
| 2011      | Copa Confederación de la CAF | 1     | Missile FC | 1-1  | 1-2    | 2-3    |